# Preza

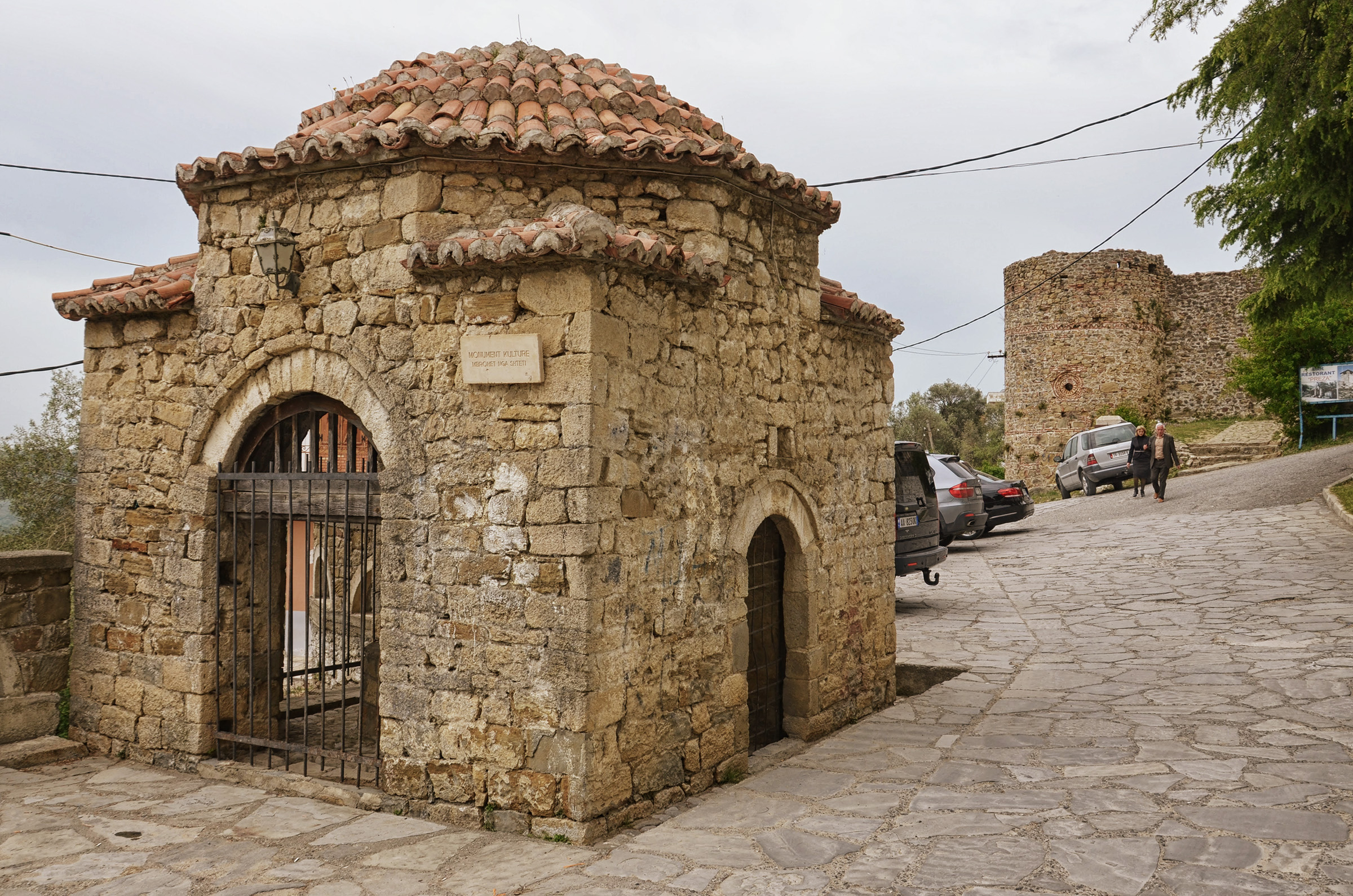
A bektási kútház, háttérben a vár délnyugati tornya

Preza falu Közép-Albánia nyugati részén, Tiranától légvonalban 16, közúton 21 kilométerre északnyugati irányban, a Tirana folyó bal partját kísérő Gërdeci-dombságban. Tirana megyén belül Vora községben található, Preza alközség székhelye. A 2011-es népszámlálás alapján az alközség népessége 4727 fő, de ebben a számban az alközség hat további településének lakossága is bennfogaltatik. A falu fő nevezetessége 15. századi vára.

## Fekvése
Preza Alacsony-Albánia középső részén, a Tiranai-síkot és a Tirana folyó bal partját kísérő Gërdeci-dombság keleti oldalán fekszik. Prezától keletre fut a Vorát Fushë-Krujával összekötő SH52-es főút, amelyről egy másodrendű út vezet fel a faluba.

## Története
Marin Barleti 16. század eleji krónikája szerint – amelyben a latin Pressia néven utalt a településre – az ókorban az illírek közé tartozó parthinok éltek ezen a vidéken, akik a mai Preza mellett erősséget is emeltek. Ezt a római hódítás után Iulius Caesar romboltatta le i. e. 48-ban. Ennek az ősi erődítésnek a helyén, a Tirana folyását kísérő dombok tetején épülhetett fel a 15. században a prezai vár. Kis mérete miatt és a közeli krujai, durrësi és petrelai erődítések árnyékában az elkövetkező századokban kiemelkedő stratégiai szerep nem jutott a várnak, elsődleges feladata a Szkutari, Kruja és Durazzo közötti útvonal ellenőrzése volt.  Ugyanakkor a közép-albániai síkvidéket szegélyező dombvidék részeként Preza gyakran vált helyi jelentőségű villongások központjává. 1914-ben például a közép-albániai felkelés egyik gócpontja volt, ahonnan Prenk Bibë Doda 1914. június 27-én verte ki a lázadókat. Az első világháborúban, 1916. február 8-án az Osztrák–Magyar Monarchia hadserege foglalta el, és az elkövetkező időszakban a 211. népfelkelő dandár nagyváradi és nagykanizsai katonái is állomásoztak Prezában és környékén. 1920-ban a lushnjai kongresszus döntései ellen szegülő Esat Toptani hívei fészkelték be magukat Prezába Osman Bali vezetésével, csapatukat április 13-án Bajram Curri kergette szét. A második világháború végóráiban, 1944. szeptember 8-a után az Albán Kommunista Párt partizánjai ellen harcoló, Krujából kivert Abaz Kupi Prezába helyezte át a bázisát. Szeptember 21-én ide szervezett gyűlést antikommunista politikusok részvételével, akik megállapodtak egy Midhat Frashëri vezette nacionalista egységkormány megalakításáról. Végül 1944. október 15-én a kommunista partizánok összehangolt támadást intéztek Kupi fegyveresei ellen, és kiszorították őket Prezából.

## Nevezetességei
A 15. századi prezai vár Fushë-Preza északi részén ma is jó állapotban van, látogatható. A 20. század során több ízben renoválták, az ismét működő vármecset minaretjét és a vár óratornyát rekonstruálták. A vár közelében található az egykori bektási tekkéhez tartozó, kőkupolás kútház (Pusi e Teqesë, ’a tekke kútja’ vagy Pusi me Kupole, ’a kupolás kút’). Prezában, a vár közelében magas kéntartalmú termálvíz fakad a föld mélyéből, amelynek jótéteményeit a közeli, szállodával is rendelkező gyógyfürdő hasznosítja.